# Семір Телалович
Семір Телалович (нім. і босн. Semir Telalović; нар. 23 грудня 1999, Егінген) — німецький футболіст боснійського походження, нападник клубу Ульм 1846.

## Клубна кар'єра

### Рання кар'єра
Народився 23 грудня 1999 року в родині німецьких боснійців. Вихованець місцевої юнацької команди «Егінген». Також на юнацькому та молодіжному рівні виступав за команди футбольних клубів «Ульм 1846», «Олімпія» (Лаупгайм) та «Егінген-Зюд». У складі останньої дебютував на дорослому рівні 6 травня 2018 року та відзначився забитим голом. У липні 2021 року перейшов до клубу «Іллертіссен».

### Боруссія (Менхенгладбах)
У липні 2022 року Семіра перевели до клубу «Боруссія» (Менхенгладбах), сума відступних за гравця не оголошувалась. 25 січня 2023 року Телалович дебютував в основі в матчі проти «Аугсбургу».

### Блекберн Роверз
1 вересня 2023 року «Блекберн Роверз» та Телалович підписали трирічну угоду. 16 вересня зіграв дебютну гру в домашньому переможному матчі 2–1 проти «Мідлсбро».

### Ульм 1846
10 липня 2024 року Семір приєднався до клубу Ульм 1846 підписавши контракт, який розрахований до 2027 року. 25 січня 2025 року відзначився покером в домашньому матчі проти клубу «Регенсбург», гра завершилась перемогою «біло-чорних» 5–1.